# RD-191

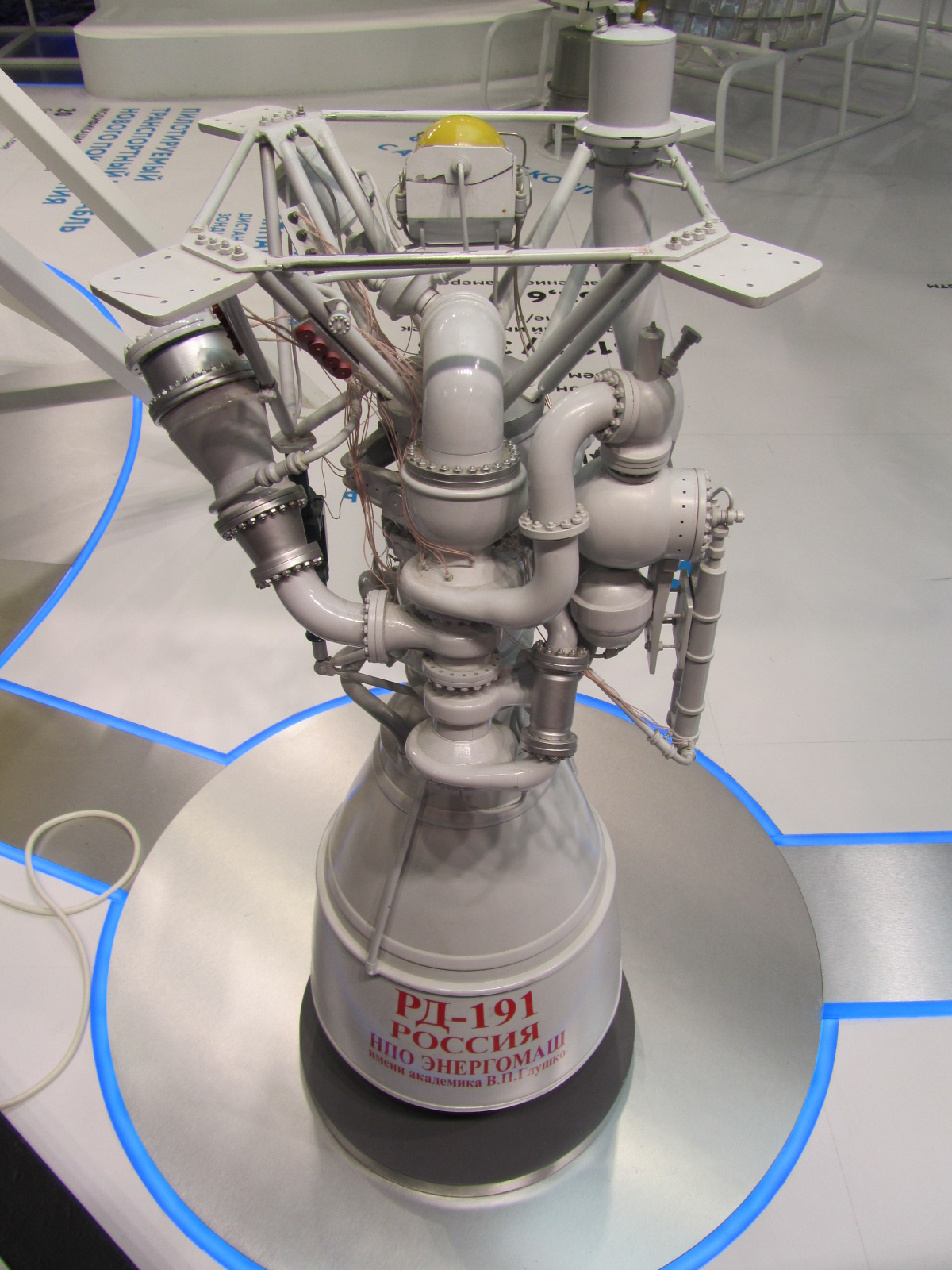
Um modelo do motor RD-191.

O motor de foguete RD-191 (Ракетный Двигатель-191) é um motor de foguete de alta performance com uma única câmara de combustão. Ele foi desenvolvido na Rússia e deriva do RD-170, originalmente usado no foguete Energia. Esse motor é alimentado com RP-1 como combustível e o LOX como oxidante, e usa um ciclo de combustão em estágios, rico em oxigênio.